# Redarstveni ŠK Zagreb
Redarstveni športski klub Zagreb bio je hrvatski nogometni klub iz Zagreba. Predstavljao je policajce (redarstvenike).
Osnovan je 1924. pod nazivom Policijski. Tijekom ljeta 1941., za vrijeme NDH, mijenja ime u Redarstveni. Klub je ukinut 6. lipnja 1945. odlukom Ministra narodnog zdravlja FD Hrvatske.
Klupske boje 1932. bile su plava, bijela i crvena, a adresa Petrinjska ulica 20/I., istočno od Zrinjevca. I danas se na toj adresi nalazi policija.